# Thalera approximata
Thalera approximata är en fjärilsart som beskrevs av Barend J. Lempke 1949. Thalera approximata ingår i släktet Thalera och familjen mätare. Inga underarter finns listade i Catalogue of Life.